# Résolution 198 du Conseil de sécurité des Nations unies
Membres permanents
- Chine (Taïwan)
- États-Unis
- France
- Royaume-Uni
- URSS

Membres non permanents
- Bolivie
- Brésil
- Côte d'Ivoire
- Maroc
- Norvège
- Tchécoslovaquie

Résolution no 197 Résolution no 199
La Résolution 198  est une résolution du Conseil de sécurité des Nations unies adoptée le 18 décembre 1964, dans sa 1180e séance, après avoir réaffirmé les résolutions antérieures sur le sujet de Chypre (résolutions 186,187  et 192), le Conseil a prorogé le stationnement de la Force des Nations unies chargée du maintien de la paix à Chypre (UNFICYP pour United Nations Peacekeeping Force in Cyprus) pour une période supplémentaire de trois mois, à la fin, le 26 mars 1965.

## Vote
La résolution a été approuvée à l'unanimité.

## Texte
- Résolution 198 Sur fr.wikisource.org
- Résolution 198 Sur en.wikisource.org